# Mierzeja Wiślana
Mierzeja Wiślana, rusky Балтийская коса (transkripce Baltijskaja kosa), kašubsky Mierzeja Świeża a německy Frische Nehrung a česky Viselská kosa je geomorfologický celek (polské geomorfologické značení 313.53) v Pomořském vojvodství v Polsku a v Kaliningradské oblasti v Rusku. Nachází se v geomorfologické oblasti (makroregionu) Pobrzeże Gdańskie patřící do geomorfologické subprovincie (soustavy) Pobrzeża Południowobałtyckie (Jihobaltské pobřeží) z pásma rozsáhlé Středoevropské nížiny. Leží také částečně v regionu Kašubsko. Je to úzký pás celého oblouku poloostrova Viselská kosa a navazující úzký pás oblouku polského pobřeží Baltského moře táhnoucí se až do Sopot.

## Geologie
Mierzeja Wiślana je písečný přesyp (rozsáhlá písečná duna), jejíž výška místy přesahuje 30 metrů. Vznikla eolickými procesy z nahromaděných písků ledovce z doby ledové a následně působením mořských vln a hlavně větru. Nejvýše položeným přirozeným bodem Mierzeje Wiślane je vrchol pobřežní písečné duny/kopce Wielbłądzi Grzbiet (Velbloudí hřbet) s 49,5 m n. m., který se nachází u Krynice Morske a je to také nejvyšší trvalá (nepohybující se) duna v celé Evropě. Pro mezoregion Mierzeja Wiślana, podobně jako i v některých jiných pobřežních oblastech Polska, je tedy typická souvislá pobřežní, převážně písečná, bariéra, kterou lze chápat jako první linií obrany pevniny před dopady silných mořských bouří. Mierzeja Wiślana je vůbec jednou z největších takových bariér na jižním pobřeží Baltského moře.

## Geografie
Leží na jihovýchodním břehu Gdaňského zálivu, táhnoucí se od východu z Ruska od zříceniny hradu Лохштедт (Lochstädt), přes Baltijsk, Kaliningradský kanál, polsko-ruskou státní hranici, Piaski, Krynica Morska, Kanał przez Mierzeję Wiślaną, Kąty Rybackie, Stegna, Jantar, Mikoszewo, ústí Visly, Gdaňsk, Sopoty až na západ do sopotské čtvrti Kamienny Potok. Někteří geografové ukončují mezoregion Mierzeja Wiślana již v Gdaňsku. Odděluje Viselský záliv a mezoregion Żuławy Wiślane od otevřených vod Gdaňského zálivu. Mierzeja Wiślana je, s výjimkou malé západní části, velmí je řídce urbanizovaná. Polská část je bohatě využívaná k rekreačním účelům. Název Mierzeja Wiślana byl oficiálně zaveden až v roce 1950. Za účelem lodní dopravy a regulace povodní je povrch Mierzeje Wiślane několikrát překopán průplavy.

### Administrativní jednotky
| Baltijsk                               | Kaliningradská oblast   | Rusko  |
| Krynica Morska                         | Okres Nowy Dwór Gdański | Polsko |
| Gmina Sztutowo                         | Okres Nowy Dwór Gdański | Polsko |
| Gmina Stegna                           | Okres Nowy Dwór Gdański | Polsko |
| Wyspa Sobieszewska                     | Gdaňsk                  | Polsko |
| Krakowiec - Górki Zachodnie            | Gdaňsk                  | Polsko |
| Stogi                                  | Gdaňsk                  | Polsko |
| Przeróbka                              | Gdaňsk                  | Polsko |
| Nowy Port                              | Gdaňsk                  | Polsko |
| Brzeźno                                | Gdaňsk                  | Polsko |
| Żabianka-Wejhera-Jelitkowo-Tysiąclecia | Gdaňsk                  | Polsko |
| Karlikowo                              | Sopoty                  | Polsko |
| Dolny Sopot                            | Sopoty                  | Polsko |
| Kamienny Potok                         | Sopoty                  | Polsko |

## Přírodní poměry
Klimatické a půdní podmínky mají za následek rozvoj vegetace charakteristické pro písečná pobřeží. Pro lesní vegetaci je charakteristický borový les. Chráněné oblasti se nachází jen v Polsku. Jsou zde krajinný park Park Krajobrazowy Mierzeja Wiślana, 4 národní přírodních rezervace Rezerwat przyrody Ptasi Raj, Rezerwat przyrody Mewia Łacha, Rezerwat przyrody Kąty Rybackie a Rezerwat przyrody Buki Mierzei Wiślanej a 4 přírodní rezervacíe Użytek ekologiczny Krynicki Starodrzew, Użytek ekologiczny Wydma w Górkach Zachodnich, Użytek ekologiczny Zielone Wyspy, Użytek ekologiczny Karasiowe Jeziorka a 1 přírodní památka Bezleśna wydma szara.

## Galerie

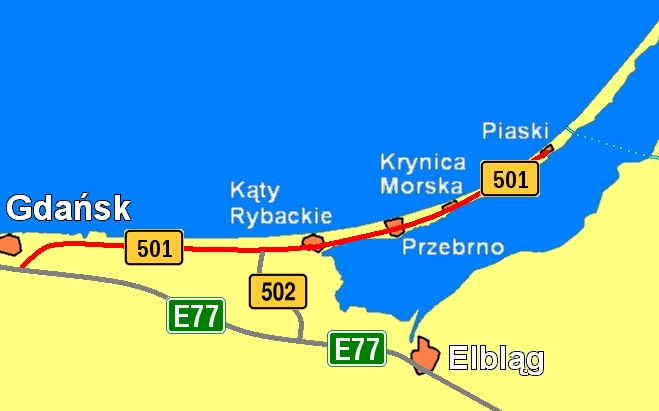
Mapa
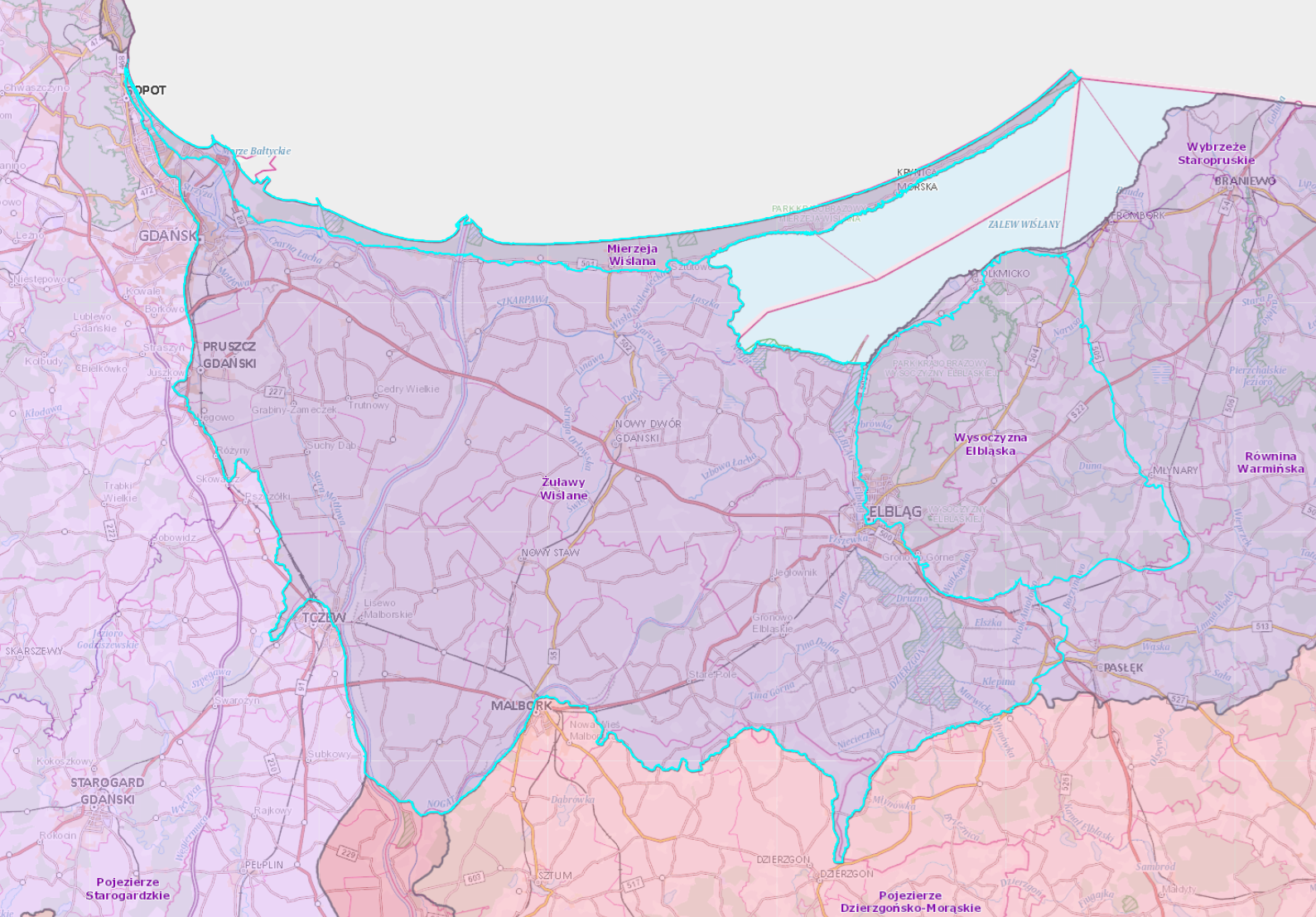
Mapa
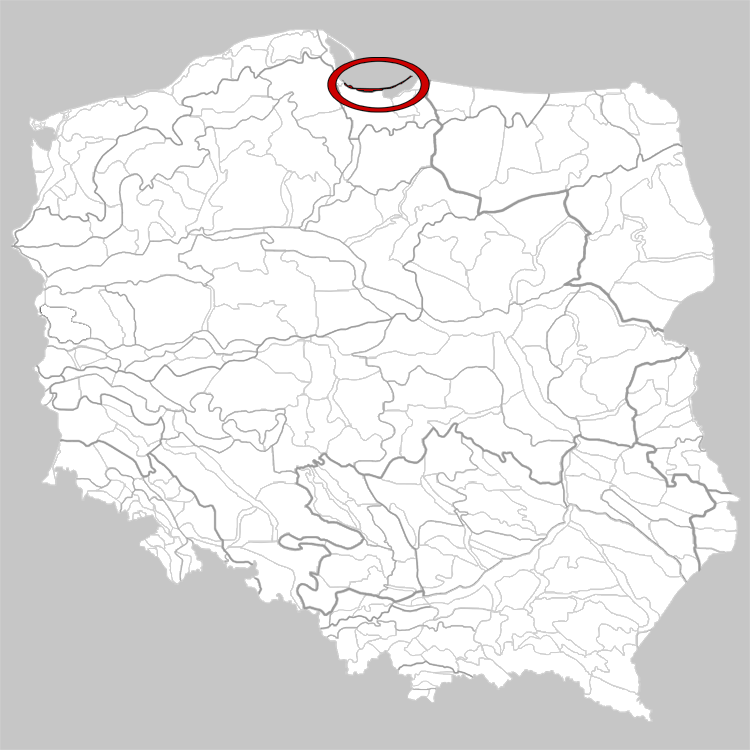
Mapa území v Polsku
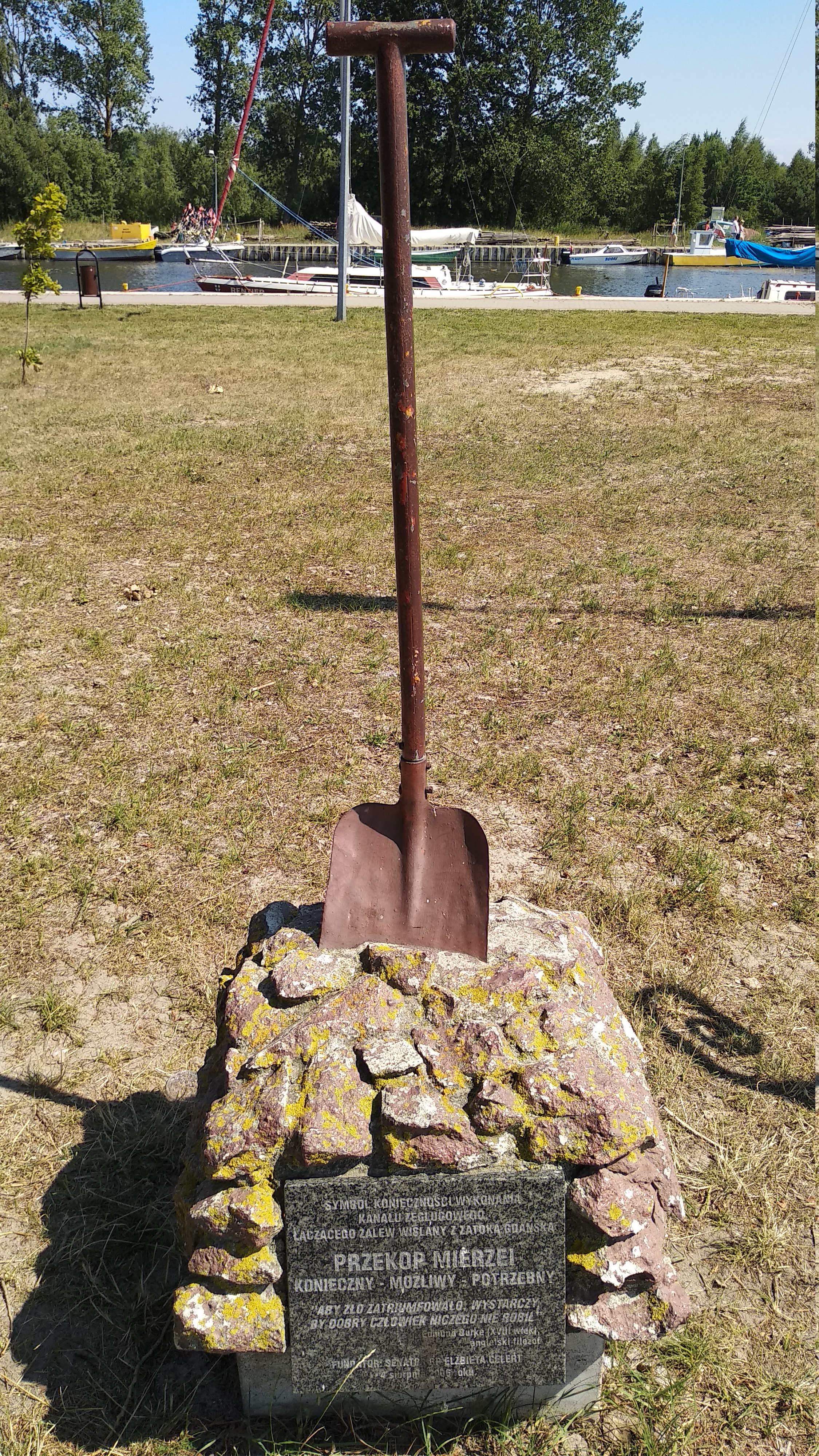
Kąty Rybackie
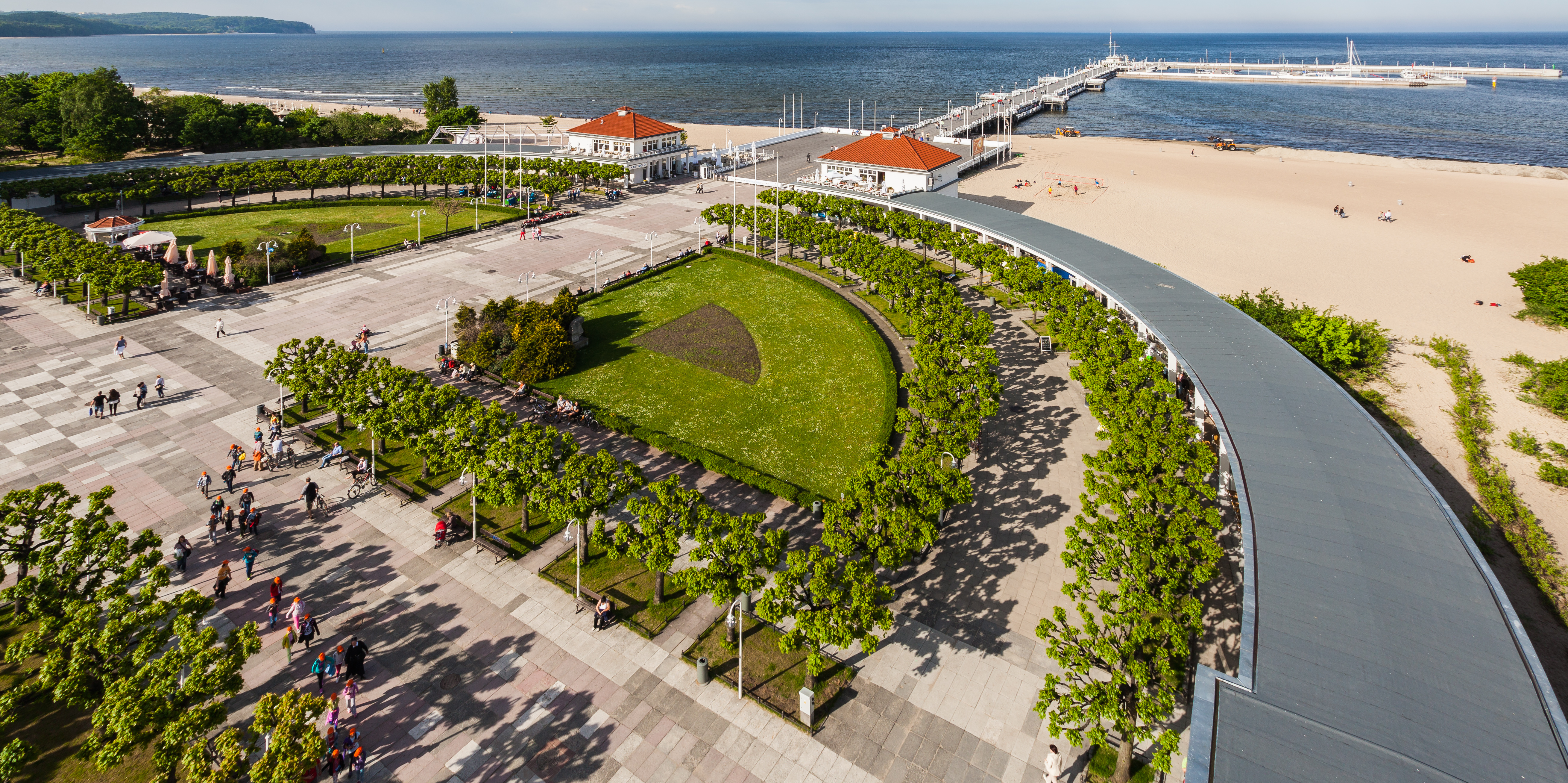
Molo v Sopotech
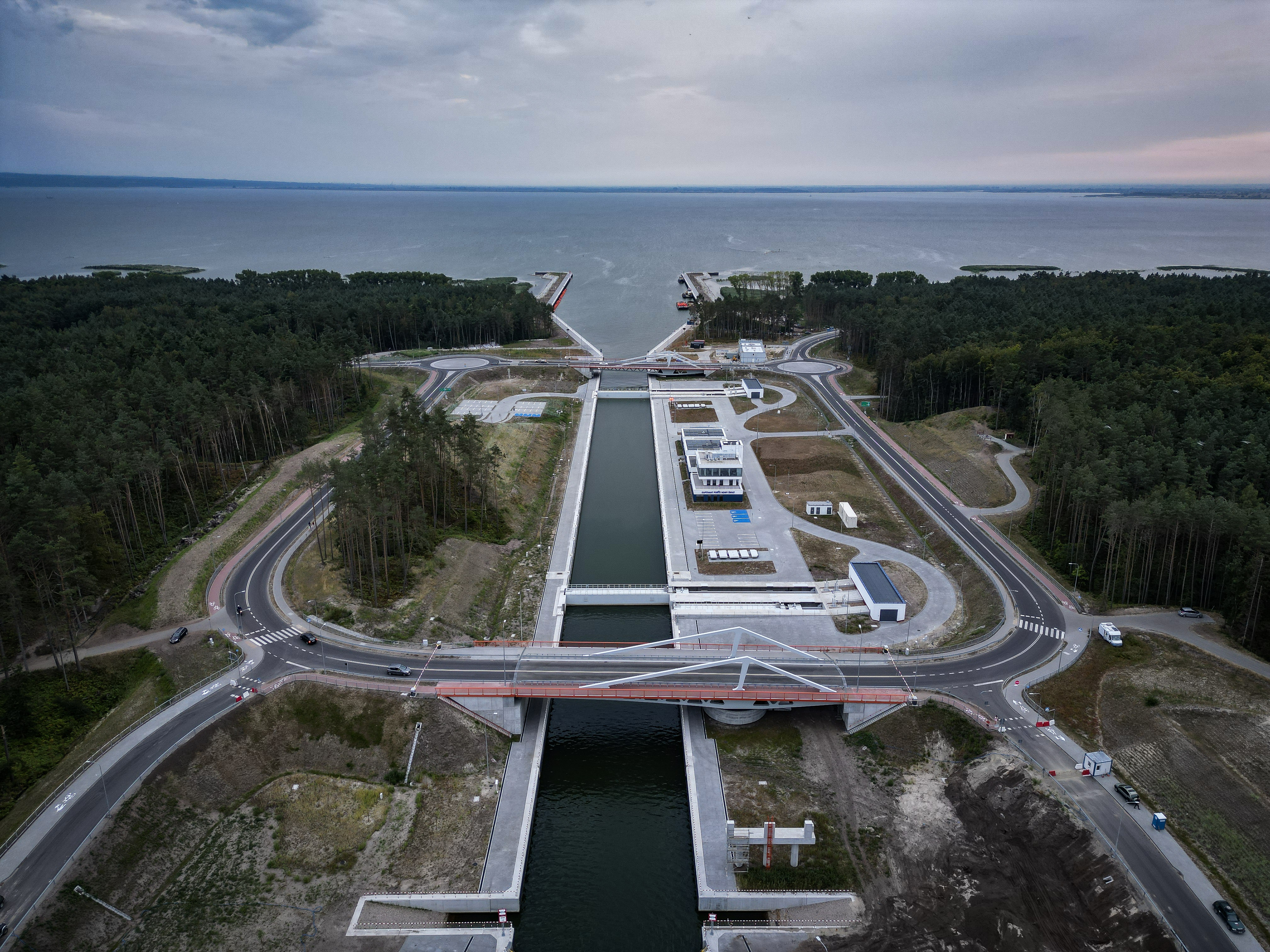
Nowy Świat
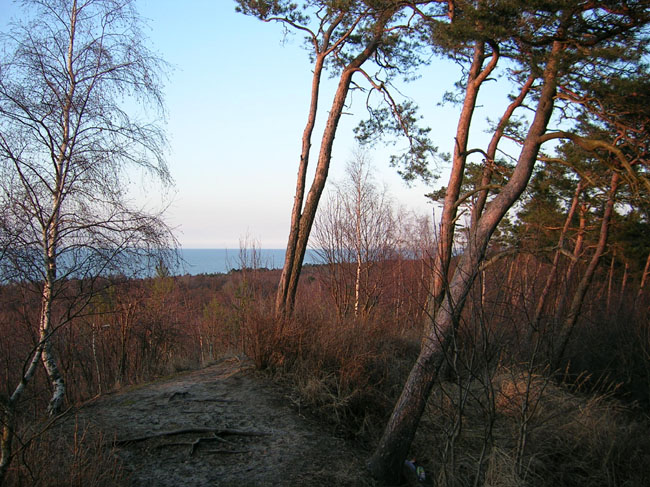
Wielbłądzi Grzbiet (Velbloudí hřbet)
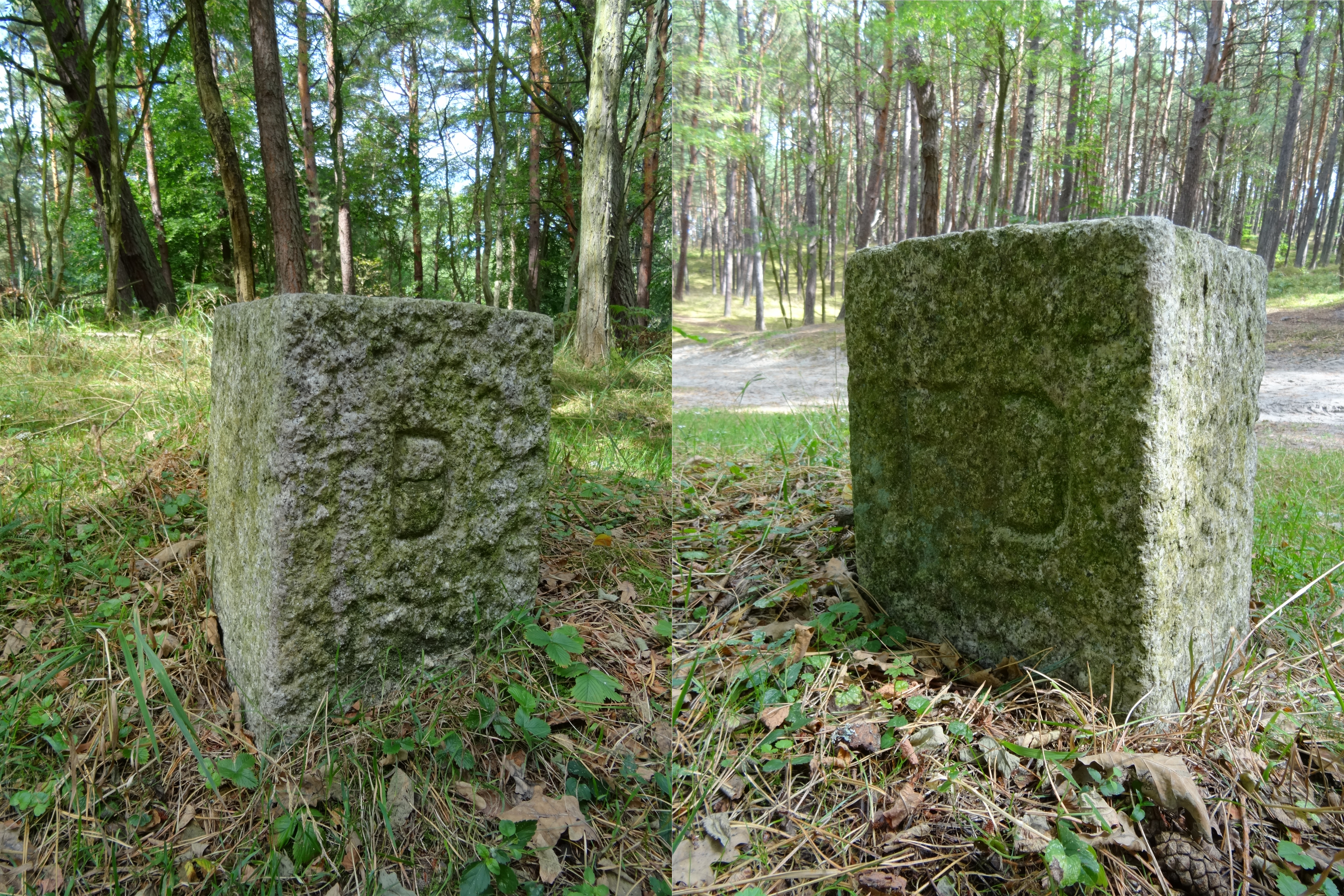
Hraniční kameny
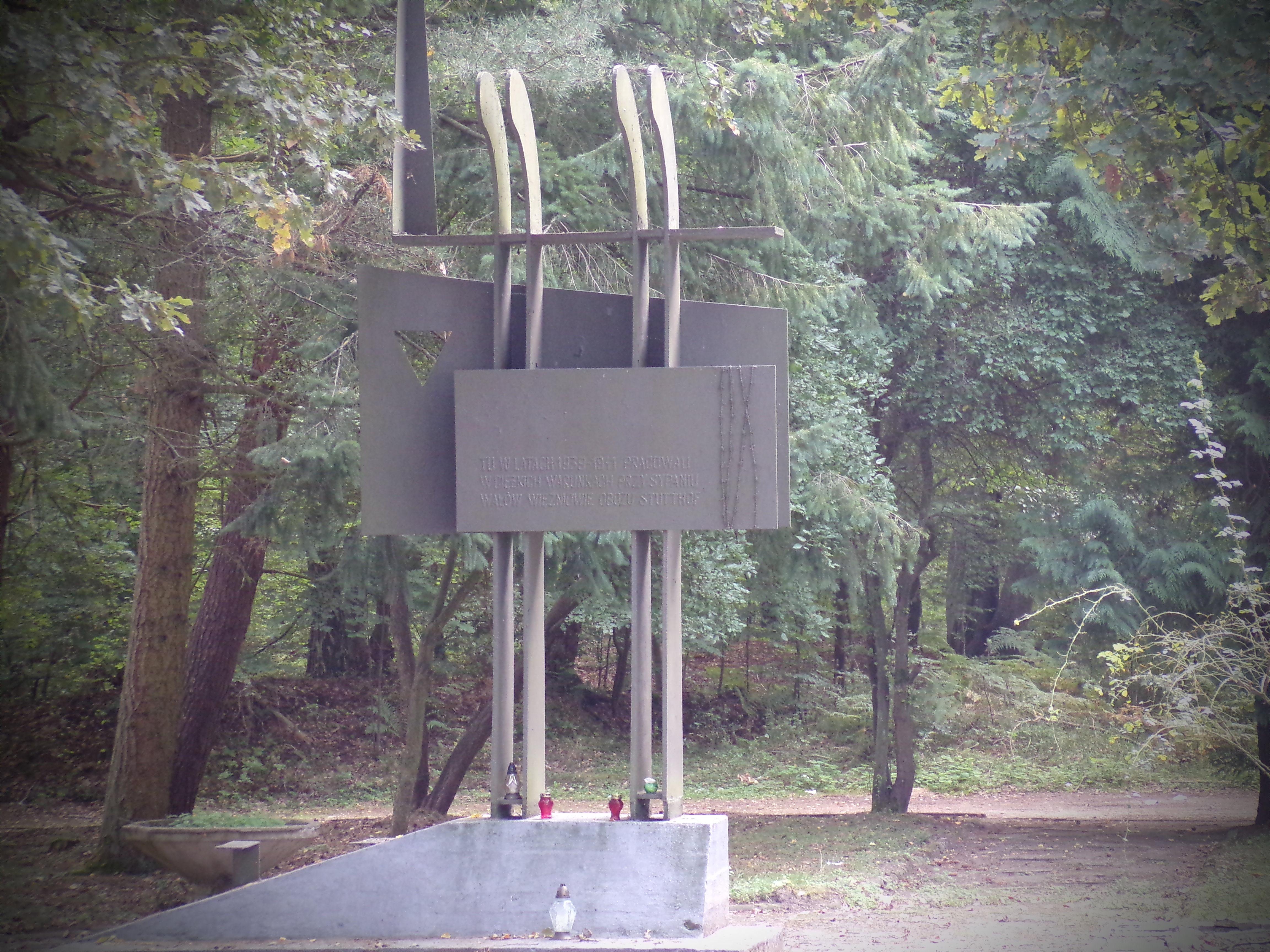
Památník Przebrno
Logo krajinného parku